# Bryophyllum laxiflorum
Bryophyllum laxiflorum là một loài thực vật có hoa trong họ Crassulaceae. Loài này được (Baker) Govaerts miêu tả khoa học đầu tiên năm 1996.